# Melissa (mitologia)
Melissa (em grego clássico: Μέλισσα; romaniz.: Mélissa) era uma ninfa que descobriu e ensinou o uso do mel, e de quem se acredita que as abelhas receberam seu nome, melissas (em grego clássico: μέλισσαι). As abelhas parecem ter sido o símbolo das ninfas, pelo que elas, às vezes, se chamavam Melissas, e às vezes dizem ter sido metamorfoseadas em abelhas. Daí também se diz que as ninfas na forma de abelhas guiaram colonos que foram ao Éfeso; e as ninfas que cuidavam do bebê Zeus eram as Melissas ou Mélias.